# Offenau
Offenau – miejscowość i gmina w Niemczech, w kraju związkowym Badenia-Wirtembergia, w rejencji Stuttgart, w regionie Heilbronn-Franken, w powiecie Heilbronn, wchodzi w skład wspólnoty administracyjnej Bad Friedrichshall. Leży nad Neckarem, ok. 12 km na północ od Heilbronn, przy drodze krajowej B27 i linii kolejowej Stuttgart–Mannheim.

## Galeria

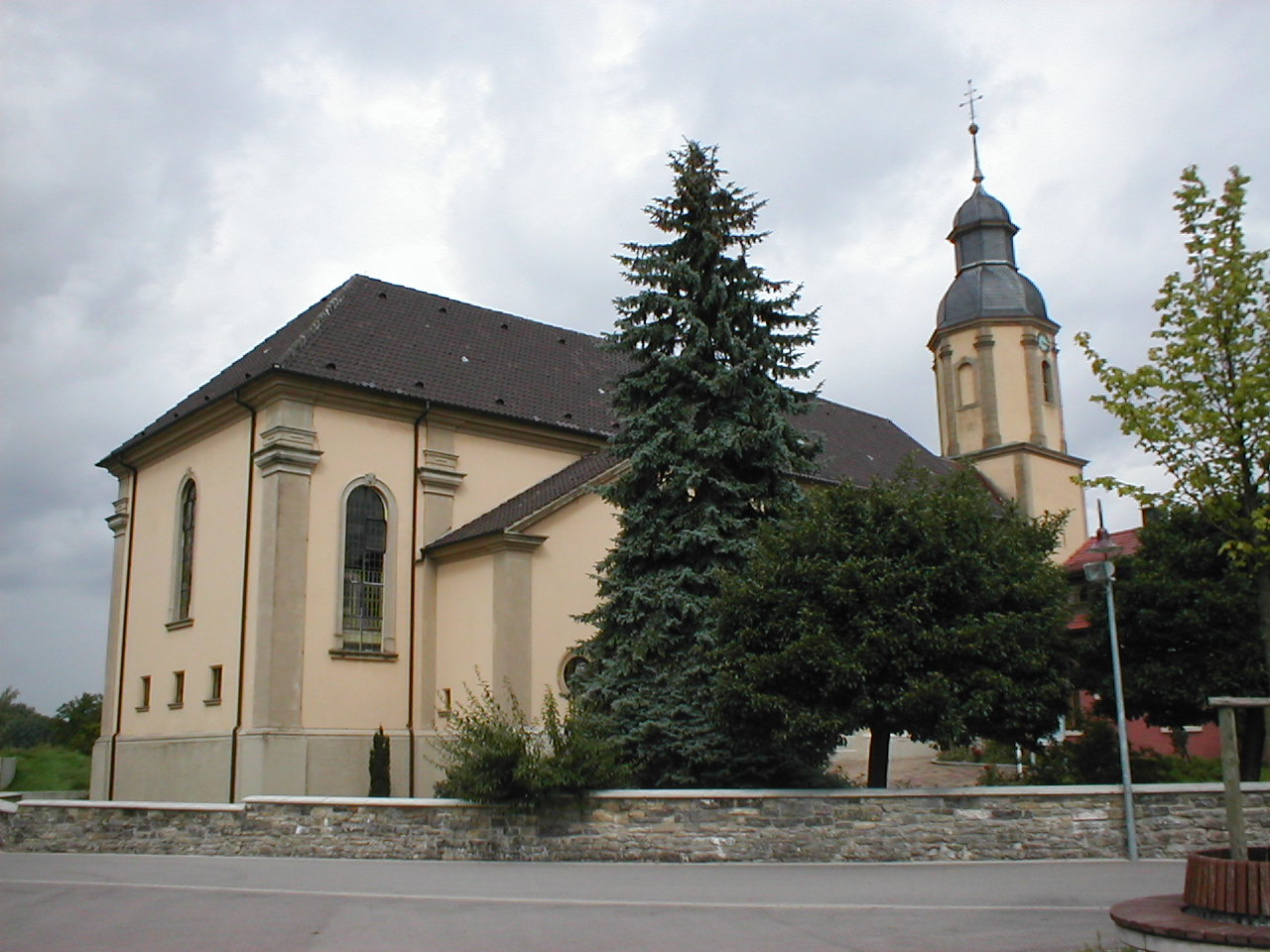
Kościół pw. św. Albana (St. Alban)
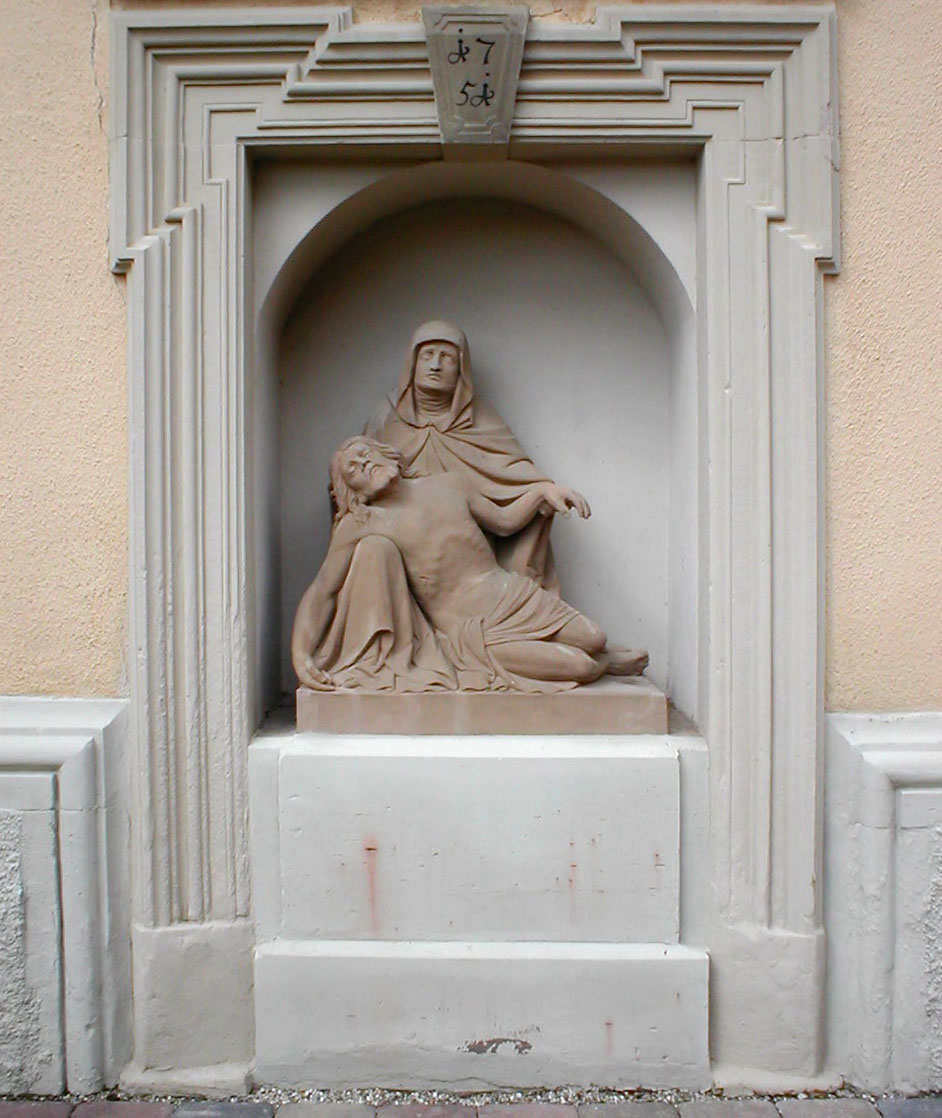
Pietà w kościele
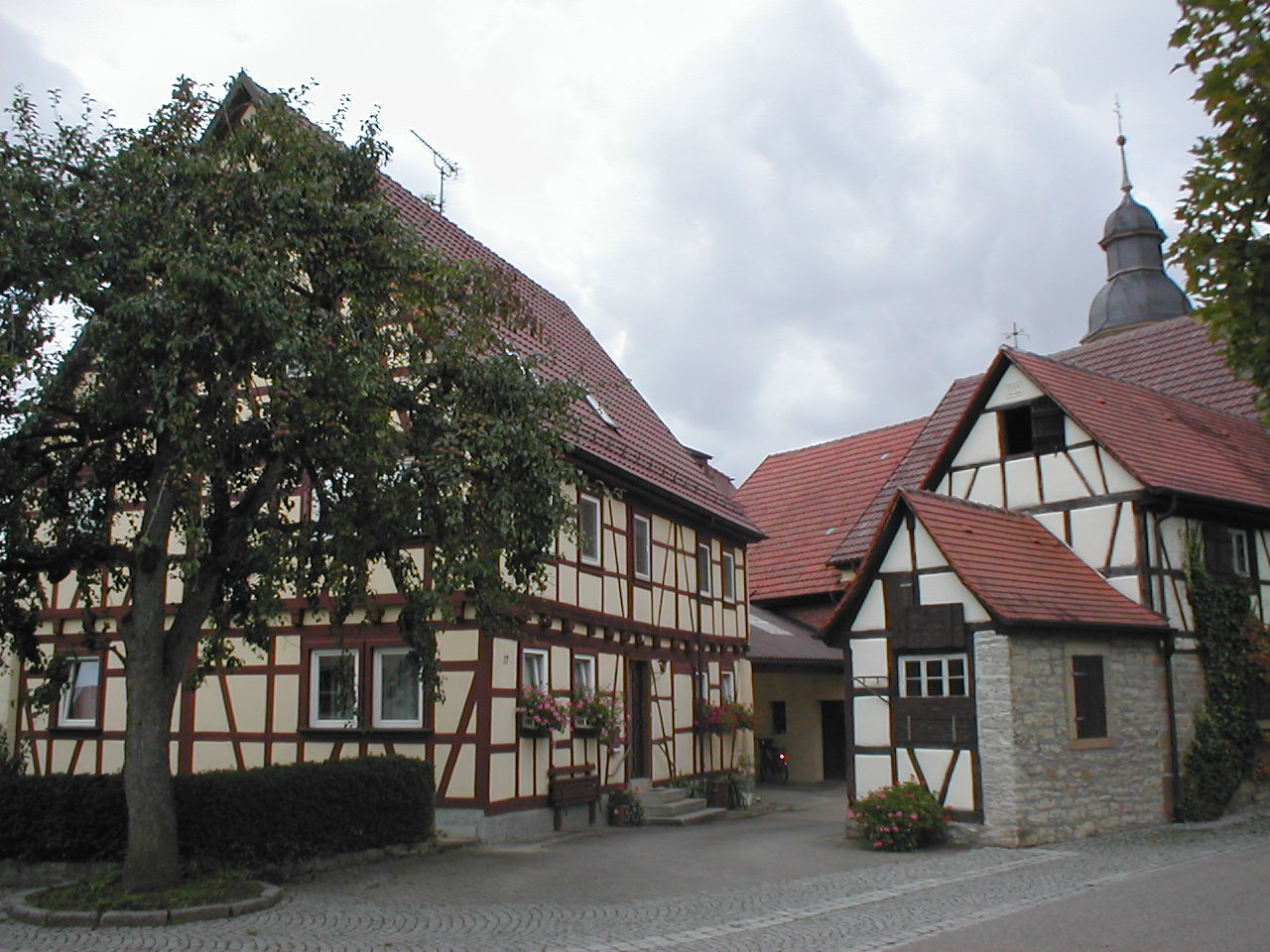
Dom z muru pruskiego